# Erwerbsfähiger Leistungsberechtigter
In Deutschland ist der Begriff erwerbsfähiger Leistungsberechtigter (ELB) ein Begriff aus dem Recht der Grundsicherung für Arbeitsuchende im Zweiten Buch Sozialgesetzbuch (SGB II). Der Begriff definiert den elementaren Tatbestand, der vorliegen muss, damit eine Person Leistungen nach dem SGB II beanspruchen kann.
Bis zu der rückwirkend zum 1. Januar 2011 in Kraft getretenen Änderung der SGB II wurde statt von einem Leistungsberechtigten von einem Hilfebedürftigen gesprochen. Die Rechtslage wurde durch die Änderung der Begrifflichkeit nicht geändert. Die Definition des alten Begriffs wurde unverändert für den neuen Begriff übernommen.

## Legaldefinition
Die Legaldefinition eines erwerbsfähigen Leistungsberechtigten findet sich in § 7 Abs. 1 SGB II. Demnach ist ein erwerbsfähiger Leistungsberechtigter, wer:
1. das 15. Lebensjahr vollendet und die Regelaltersgrenze (§ 7a SGB II) noch nicht erreicht hat,
2. erwerbsfähig ist,
3. hilfebedürftig ist und
4. seinen gewöhnlichen Aufenthalt in der Bundesrepublik Deutschland hat.

Auch wer diese Kriterien nicht erfüllt, kann Leistungen in Form von Sozialgeld erhalten, wenn er mit einem erwerbsfähigen Leistungsberechtigten in einer Bedarfsgemeinschaft lebt (siehe § 7 Abs. 2 SGB II). Die Bundesagentur spricht hier auch von einem nichterwerbsfähigen Leistungsberechtigten.

### Erwerbsfähigkeit
Erwerbsfähig ist nach § 8 Abs. 1 SGB II, wer nicht wegen Krankheit oder Behinderung auf absehbare Zeit außerstande ist, unter den üblichen Bedingungen des allgemeinen Arbeitsmarktes mindestens drei Stunden täglich erwerbstätig zu sein. Dies schließt sowohl Personen aus, bei denen eine Minderung der Erwerbsfähigkeit auf unter 3 Stunden festgestellt wurde, als auch Personen, die nicht unter den üblichen Bedingungen des allgemeinen Arbeitsmarktes erwerbstätig sein können (sondern z. B. nur in einer Werkstatt für behinderte Menschen).
Ausländer gelten nach § 8 Abs. 2 SGB II als erwerbsunfähig im Sinne des Gesetzes, wenn ihnen die Aufnahme einer Beschäftigung nicht erlaubt ist und auch nicht erlaubt werden kann. Die Möglichkeit, eine Beschäftigung vorbehaltlich einer Zustimmung nach § 39 AufenthG aufzunehmen (sogenannte Vorrangprüfung), ist für die Feststellung der Erwerbsfähigkeit ausreichend. Da es eine separate Arbeitserlaubnis nur noch in Ausnahmefällen gibt und eine erteilte Aufenthaltserlaubnis in fast allen Fällen mit einer Berechtigung zur Erwerbstätigkeit verbunden ist, dürfte dieser Ausschlussgrund bei Ausländern nur in sehr seltenen Fällen zutreffen.

### Hilfebedürftigkeit
Hilfebedürftig ist nach § 9 Abs. 1 SGB II, wer seinen Lebensunterhalt nicht oder nicht ausreichend aus dem zu berücksichtigenden Einkommen oder Vermögen sichern kann und die erforderliche Hilfe nicht von anderen, insbesondere von Angehörigen oder von Trägern anderer Sozialleistungen, erhält. Demnach kann auch hilfebedürftig sein, wer zwar erwerbstätig ist, dessen Einkommen aber nicht ausreicht, um sich (und gegebenenfalls die anderen Mitglieder der Bedarfsgemeinschaft) zu versorgen (sogenannter Aufstocker).
Nach § 9 Abs. 4 SGB II ist auch hilfebedürftig, wem der sofortige Verbrauch oder die sofortige Verwertung von zu berücksichtigendem Vermögen nicht möglich ist oder für den dies eine besondere Härte bedeuten würde. In diesem Falle sollen Leistungen als Darlehen gewährt werden (§ 24 Abs. 5 SGB II).
Leben Hilfebedürftige in Haushaltsgemeinschaft mit Verwandten oder Verschwägerten, so wird nach § 9 Abs. 5 SGB II vermutet, dass sie von ihnen Leistungen erhalten, soweit dies nach deren Einkommen und Vermögen erwartet werden kann. Eine solche Haushaltsgemeinschaft liegt nur vor, wenn diese Personen gemeinsam wohnen und auch wirtschaften; die Beweislast hierfür liegt beim Grundsicherungsträger.

### Bedarfsgemeinschaft
Nach § 7 Abs. 3 SGB II bilden bestimmte Personengruppen eine Bedarfsgemeinschaft, sodass sie stets zusammen veranlagt werden. Dies sind:
1. der erwerbsfähige Leistungsberechtigte selbst
2. die im Haushalt lebenden Eltern oder ein im Haushalt lebender Elternteil eines unverheirateten, erwerbsfähigen Kindes, das noch nicht 25 Jahre alt ist und der im Haushalt lebende Partner dieses Elternteils
3. als Partner der leistungsberechtigten Person
  1. der nicht dauernd getrennt lebende Ehegatte,
  2. der nicht dauernd getrennt lebende Lebenspartner
  3. eine Person, die mit dem erwerbsfähigen Leistungsberechtigten in einem gemeinsamen Haushalt so zusammenlebt, dass nach verständiger Würdigung der wechselseitige Wille anzunehmen ist, Verantwortung füreinander zu tragen und füreinander einzustehen,
4. die dem Haushalt angehörenden unverheirateten Kinder von den in den Nummern 1. bis 3. genannten Personen, wenn die Kinder noch nicht 25 Jahre alt sind und ihren Lebensunterhalt nicht aus eigenem Einkommen oder Vermögen sichern können.

Reicht das Einkommen der Bedarfsgemeinschaft nicht aus, um die gesamte Bedarfsgemeinschaft zu versorgen, gilt die gesamte Bedarfsgemeinschaft im Verhältnis des eigenen Bedarfs zum Gesamtbedarf als hilfebedürftig. Dabei wird das Einkommen beider Ehegatten und der noch nicht 25 Jahre alten Kinder gemeinsam berücksichtigt (§ 9 Abs. 2 SGB II). Dies gilt als problematisch, insbesondere wenn keine bürgerlich-rechtlichen Unterhaltsansprüche bestehen und die vom Gesetz fingierten Unterhaltszahlungen an die Bedarfsgemeinschaft tatsächlich nicht realisiert werden können, etwa im Verhältnis von erwachsenen Kindern zu ihren Eltern oder im Verhältnis von unechten (nicht verheirateten) Stiefeltern zu ihren Stiefkindern. Eine Widerlegung der Bedarfsgemeinschaft ist im Gesetz nicht vorgesehen. Das Bundesverfassungsgericht hat jedoch mit Beschluss vom 27. Juli 2016 die grundsätzliche Rechtmäßigkeit der Einbeziehung volljähriger Kinder in die Bedarfsgemeinschaft der Eltern bestätigt, wobei es davon ausging, dass bei ernstlicher Verweigerung der Unterstützung durch die Eltern das Kind nicht in die Bedarfsgemeinschaft mit einzubeziehen sei. Diese Entscheidung wurde in der Öffentlichkeit stark kritisiert; sie führe faktisch zur Zerstörung des familiären Bandes, indem Eltern gezwungen würden, ihre Kinder auf die Straße zu setzen, damit diese Sozialleistungen erhalten. Durch das Konstrukt der Bedarfsgemeinschaft sei Armut ansteckend wie Lepra, die Betroffenen würden ähnlich wie Leprakranke ausgegrenzt.

## Individuelle Ausschlussgründe
Auch wenn die Voraussetzungen erfüllt sind, um als erwerbsfähiger Leistungsberechtigter zu gelten, können bestimmte Gründe dennoch zum Leistungsausschluss führen.

### Stationäre Unterbringung
Nach § 7 Abs. 4 SGB II besteht kein Anspruch auf Leistungen, wenn die antragstellende Person in einer stationären Einrichtung untergebracht ist.
Die Definition von „stationäre Einrichtung“ war in der Rechtsprechung umstritten. Ursprünglich verwendeten die Gerichte hierzu den Begriff der „gesetzlichen Fiktion der Erwerbsunfähigkeit“. War die Person so in den Tagesablauf der Einrichtung eingebunden, dass eine theoretische Erwerbstätigkeit mit einem Umfang von mehr als drei Stunden nicht möglich schien, galt der Leistungsausschluss. Dies führte zu kuriosen Entscheidungen, so wurden etwa auch Freigängern Leistungen nach dem SGB II zugesprochen, obwohl diese leistungsrechtlich bereits vollständig in das System des Strafvollzugsgesetzes eingebunden sind. Aufgrund dessen gilt seitdem ein ausdrücklicher Ausschluss für Strafgefangene, selbst wenn sie aufgrund von Vollzugslockerungen in der Lage sein sollten, eine Erwerbstätigkeit in dem geforderten Umfang auszuüben.
Schließlich entschied sich das Bundessozialgericht dazu, diesen Begriff aufzugeben. Eine stationäre Einrichtung ist nunmehr dadurch definiert, dass sie Leistungen im Sinne des § 13 Abs. 2 SGB XII erbringt (Pflege, Behandlung usw.), diese auch tatsächlich stationär erbracht werden (und nicht etwa ambulant) und dass die Person auch tatsächlich untergebracht ist.
Von diesem Leistungsausschluss macht das Gesetz zwei Ausnahmen. Zum einen greift der Leistungsausschluss nicht, wenn die Person für einen Zeitraum von voraussichtlich bis zu sechs Monaten in einem Krankenhaus untergebracht ist. Unter dem Begriff „Krankenhaus“ fallen nicht nur Krankenhäuser im engeren Sinne, sondern auch Vorsorge- und Rehabilitationseinrichtungen wie etwa Entzugskliniken; wer Kostenträger der stationären Unterbringung ist, spielt für die Frage des Leistungsausschlusses keine Rolle. Maßgeblicher Zeitpunkt für die Prognose ist der Tag der Aufnahme in das Krankenhaus. Führte eine vergangene stationäre Unterbringung bereits zu einem Leistungsausschluss und erhielt die betroffene Person aus diesem Grund bereits Leistungen nach dem SGB XII, so führt eine unmittelbar anschließende weitere stationäre Unterbringung in einem anderen Krankenhaus nicht zur Leistungsberechtigung nach dem SGB II; auf die voraussichtliche Dauer dieser Unterbringung kommt es nicht an.
Zum anderen greift der Leistungsausschluss dann nicht, wenn die Person von der stationären Einrichtung aus eine Erwerbstätigkeit mit einem Umfang von mehr als drei Stunden am Tag tatsächlich ausübt.

### Bezug einer Altersrente
Der Bezug einer Rente wegen Alters, Knappschaftsausgleichsleistung oder einer ähnlichen Leistung öffentlich-rechtlicher Art führt nach § 7 Abs. 4 SGB II zum Leistungsausschluss. Dieser Personengruppe wird typisierend unterstellt, dass sie mit Eintritt des Rentenbezugs endgültig aus dem Erwerbsleben ausgeschieden sind und keine Eingliederung in Arbeit mehr benötigen.
Als „ähnliche Leistung öffentlich-rechtlicher Art“ können auch ausländische Renten zählen, wenn sie mit einer deutschen Altersrente vergleichbar sind, selbst dann, wenn das Renteneintrittsalter im Ausland niedriger ist als in Deutschland.

### Verstoß gegen die Erreichbarkeitsanordnung
Nach § 7 Abs. 4a SGB II ist von Leistungen nach dem SGB II ausgeschlossen, wer gegen die Erreichbarkeitsanordnung der Bundesagentur für Arbeit verstößt. Zwar enthält der Gesetzestext inzwischen eine neuere Regelung, nach § 77 Abs. 1 SGB II gilt jedoch die alte Regelung solange weiter, bis eine spezielle Anordnung für den Rechtskreis SGB II erlassen wurde.
Da die Erreichbarkeitsanordnung ursprünglich für Bezieher von Arbeitslosengeld konzipiert war, sind entgegen dem Wortlaut der Regelung bei bestimmten Personengruppen Ausnahmen von der Pflicht zur Erreichbarkeit zu machen. So müssen sich Bezieher von Sozialgeld nicht der Erreichbarkeitsanordnung unterwerfen, da bei dieser Personengruppe eine Vermittlung in Arbeit von vornherein ausgeschlossen ist. Ebenso ist die Erreichbarkeitsanordnung nicht anwendbar, wenn ein Bezieher von ALG II nicht der Vermittlung zur Verfügung steht, weil er alleinerziehend ist und ein Kind unter drei Jahren betreut.

### Ausländer
Die Behandlung von Ausländern im Zweiten Buch Sozialgesetzbuch (SGB II) ist eine der umstrittensten Regelungen, die in der kurzen Geschichte bereits zahlreiche Änderungen erfahren hat. Besonders durch die im EU-Vergleich hohen Regelsätze und insbesondere die EU-Osterweiterung im Jahr 2004 mit ihrem Einschluss zahlreicher ärmlicher Länder in den Schengen-Raum ziehen verstärkt EU-Ausländer nach Deutschland, um Leistungen nach dem SGB II zu beanspruchen. Ende 2017 bezogen 438.850 EU-Ausländer Leistungen nach dem SGB II, davon 164.851 aus Bulgarien und Polen.
Relativ unproblematisch sind hierbei folgende beiden Fälle:
- Ausländer, die Anspruch auf Leistungen nach dem Asylbewerberleistungsgesetz haben, insbesondere Asylbewerber und Ausländer mit einer Duldung
- nicht erwerbstätige Ausländer und ihre Familienangehörigen für die ersten drei Monate ihres Aufenthalts, außer sie haben einen Aufenthaltstitel aus völkerrechtlichen, humanitären oder politischen Gründen (§ 7 Abs. 1 Satz 3 SGB II); nicht hierunter fallen ausländische Familienangehörige deutscher Staatsbürger[16]. Der Europäische Gerichtshof hat die Zulässigkeit dieser Regelung im Fall Garcia-Nieto bestätigt.[17]

Sehr problematisch ist hingegen der dritte Fall; hiernach sind Ausländer ausgeschlossen, deren Aufenthaltsrecht sich ausschließlich aus dem Zweck der Arbeitssuche ergibt, und ihre Familienangehörigen. Dies betrifft insbesondere EU-Bürger, die neu nach Deutschland einreisen und weder erwerbstätig sind noch ein anderes Aufenthaltsrecht etwa als Familienangehöriger eines Erwerbstätigen geltend machen können.
Nimmt der EU-Ausländer eine Erwerbstätigkeit oder eine selbständige Tätigkeit im Inland auf und erwirbt er dadurch ein Aufenthaltsrecht als Arbeitnehmer, entfällt der Ausschlussgrund und er hat einen Anspruch auf (ergänzende) Leistungen nach dem SGB II. Als Erwerbstätigkeit in diesem Sinne ist dabei jede Arbeit anzusehen, die nicht „völlig untergeordnet und unwesentlich“ ist. Dabei spielen die Höhe des Gehalts und die Anzahl der Wochenstunden keine ausschlaggebende Rolle. Ist jedoch die Wochenstundenanzahl geringer als 10 Stunden, muss im Einzelfall geprüft werden, ob es sich in diesem Fall noch um eine Erwerbstätigkeit im Sinne des EU-Rechts handelt. Anhaltspunkte hierfür können etwa eine langjährige Betriebszugehörigkeit sein oder die Gewährung von Arbeitnehmerrechten wie bezahlten Urlaub, Lohnfortzahlung im Krankheitsfall oder ein gültiger Tarifvertrag. Nach einem Jahr erwirbt der EU-Ausländer ein dauerhaftes Aufenthaltsrecht als Arbeitnehmer und kann auch im Falle der Arbeitslosigkeit zeitlich unbegrenzt Leistungen nach dem SGB II beziehen. Dauerte die Erwerbstätigkeit weniger als ein Jahr an, behält der EU-Ausländer noch für sechs Monate ein Aufenthaltsrecht als Verbleibeberechtigter. (§ 2 Abs. 3 FreizügG/EU).
Das Bundessozialgericht entschied im Oktober 2010, dass der Leistungsausschluss nicht für EU-Ausländer gilt, deren Herkunftsstaat Unterzeichner des Europäischen Fürsorgeabkommens (EFA) ist. Die Bundesregierung erklärte darauf jedoch einen Vorbehalt zum EFA, wonach sie dieses für das SGB II nicht mehr anwenden will. Der Europäische Gerichtshof bestätigte den Leistungsausschluss in zwei Fällen. Im Fall Dano entschied das Gericht, dass der Leistungsausschluss für Ausländer erst recht zulässig ist, wenn sie überhaupt kein materielles Aufenthaltsrecht geltend machen können (sogenannte „Erst-Recht-Regelung“). Im Fall Alimanovic entschied das Gericht, dass auch der Leistungsausschluss für Ausländer, deren Aufenthaltsrecht sich aus dem Zweck der Arbeitssuche ergibt, zulässig ist. Das Bundessozialgericht entschied daraufhin, dass der Vorbehalt zum EFA zwar zulässig ist, Ausländer stattdessen aber Hilfe zum Lebensunterhalt nach dem SGB XII beanspruchen können, wenn sie einen verfestigten Aufenthalt in Deutschland (mindestens sechs Monate) haben. Dies hat eine große Kontroverse in Deutschland ausgelöst, mehrere Gerichte haben sich ausdrücklich gegen die Entscheidung des Bundessozialgerichts gestellt, Städte wie Offenbach am Main kündigten an, EU-Ausländer zukünftig in ihr Heimatland abzuschieben. Die Schwierigkeit in diesem Fall liegt darin, dass das Bundesverfassungsgericht im Jahr 2013 zum Asylbewerberleistungsgesetz entschieden hat, dass das Grundrecht auf ein menschenwürdiges Existenzminimum nicht migrationspolitisch relativierbar ist, Ausländern das Existenzminimum also nicht verweigert werden darf, um den Anreiz zu senken, nach Deutschland zu emigrieren bzw. bereits in Deutschland befindliche Ausländer dazu zu ermutigen, in ihr Heimatland zurückzukehren. Es ist zu erwarten, dass es zu diesem Thema noch weitere Reaktionen vonseiten den Gerichten oder der Politik geben wird.
Mit dem Gesetz zur Regelung von Ansprüchen ausländischer Personen in der Grundsicherung für Arbeitsuchende nach dem Zweiten Buch Sozialgesetzbuch und in der Sozialhilfe nach dem Zwölften Buch Sozialgesetzbuch regelte die Bundesregierung mit Wirkung zum 29. Dezember 2016 die Leistungsberechtigung von EU-Ausländern neu. Diese sollen nunmehr erst nach einem rechtmäßigen Aufenthalt von fünf Jahren Leistungen beziehen können, anderenfalls werden ausschließlich die Kosten der Rückreise ins Heimatland sowie Überbrückungsleistungen als Sachleistung bis zur Rückreise erbracht. Ein Rückgriff auf das SGB XII ist nunmehr ausgeschlossen. Außerdem sind nunmehr auch solche EU-Ausländer ausgeschlossen, deren Aufenthaltsrecht sich aus dem Schulbesuch oder der Berufsausbildung eines Kindes in Deutschland ergibt; die Vereinbarkeit dieser Regelung mit Europarecht ist allerdings umstritten.

## Auszubildende
Auszubildende sind ebenfalls erwerbsfähige Leistungsberechtigte. Betreiben sie jedoch eine Ausbildung, die nach dem Bundesausbildungsförderungsgesetz (BAföG) zumindest dem Grunde nach förderungsfähig sind, sind sie nach § 7 Abs. 5 SGB II von Leistungen ausgeschlossen und können lediglich die Leistungen für Auszubildende beanspruchen. Hierbei kommt es lediglich auf die abstrakte Förderfähigkeit an, ob der Auszubildende tatsächlich einen Anspruch auf diese Leistungen hat oder ob er aus individuellen Gründen ausgeschlossen ist (z. B. wegen eines Fachrichtungswechsels), spielt keine Rolle. Auch ein Studium an einer Fachhochschule für öffentliche Verwaltung löst einen Leistungsausschluss aus, obwohl eine solche Ausbildung aufgrund von § 2 Abs. 6 BAföG ausdrücklich von der Förderung ausgeschlossen ist.
Ob eine Ausbildung tatsächlich betrieben wird, kann in Grenzfällen strittig sein, etwa bei einem Student während eines Urlaubssemesters. Hier kommt es darauf an, ob der Student noch in eine bestimmte Fachrichtung eingeschrieben ist (und damit an Veranstaltungen teilnehmen und Prüfungen ablegen kann) und ob er tatsächlich während des Urlaubssemesters als Student tätig ist. Ist mindestens eine der beiden Kriterien nicht gegeben, wird die Ausbildung nicht betrieben und der Student kann Leistungen nach dem SGB II beanspruchen. Dies hat dann aber zur Folge, dass der Student während des Urlaubssemesters auf die Aufnahme einer Vollzeittätigkeit verwiesen werden kann.
Mit dem Neunten Gesetz zur Änderung des Zweiten Buches Sozialgesetzbuch wurde der zuvor geltende strikte Leistungsausschluss für Auszubildende erheblich gelockert. Auszubildende, deren Ausbildung nach den § 51, § 57 oder § 58 SGB III (Berufsausbildungsbeihilfe) förderungsfähig ist, sind anders als bisher nicht länger von Leistungen ausgeschlossen, außer sie sind beim Ausbilder oder in einem Internat untergebracht. Erhalten Personen Bafög für den Besuch einer Schule (Leistungen nach § 12 BAföG) oder studieren sie und leben noch bei den Eltern, können sie das erhaltene Bafög mit Leistungen zum Lebensunterhalt aufstocken. Das gilt auch, wenn der Antrag noch in Bearbeitung ist oder allein wegen zu hohem eigenen Einkommen oder Einkommen der Eltern abgelehnt wird.
Ob der Leistungsausschluss auch auf Personen zutrifft, die Ausbildungsgeld beziehen, war in der Rechtsprechung umstritten. Problematisch sind hier insbesondere die Fälle, in denen der Auszubildende in einem Internat z. B. eines Berufsbildungswerks untergebracht ist, da hier zwar die Kosten der Internatsunterbringung übernommen werden, nicht aber die Kosten für die Wohnung, auf die die Auszubildenden an den Wochenenden und in den Ferien weiterhin angewiesen sind. Dadurch droht den Auszubildenden die Obdachlosigkeit. Mit der Gesetzesnovelle wurde aber nunmehr klargestellt, dass es auf die Förderungsfähigkeit der Ausbildung, anders als nach der bisherigen Rechtslage, nicht mehr ankommt. Allerdings kommt unter Umständen ein Härtefalldarlehen in Betracht, was das Bundessozialgericht konkret im Falle einer Berufsvorbereitenden Bildungsmaßnahme gebilligt hat.
Ein Leistungsausschluss tritt nicht ein bei Aufnahme einer beruflichen Weiterbildung, die nach dem Aufstiegsfortbildungsförderungsgesetz gefördert wird (sogenanntes „Meister-BAföG“). Allerdings mindern die als Unterhaltsbeitrag gewährten Leistungen den Bedarf des Leistungsbeziehers und lassen so unter Umständen die Hilfebedürftigkeit entfallen, dies gilt entgegen der sonstigen Regeln zur Anrechnung von Einkommen auch bezüglich des als Darlehen gewährten Teils.
Angehörige von Auszubildenden, die mit ihnen in einer Bedarfsgemeinschaft leben (z. B. Kinder), können weiterhin Sozialgeld beanspruchen.
§ 7 Abs. 6 SGB II normiert einige Ausnahmen, bei denen ein Anspruch auf SGB II weiterhin gegeben ist, obwohl eine förderungsfähige Ausbildung betrieben wird:
1. Wer eine allgemeinbildende Schule (Gymnasium, Fachoberschule, Berufsvorbereitungsjahr, Berufsgrundbildungsjahr) besucht und von Leistungen nach BAföG deswegen ausgeschlossen ist, weil er noch bei den Eltern lebt, hat einen Anspruch auf Arbeitslosengeld II.
2. Wer eine Abendschule besucht und älter als 30 Jahre alt ist, sodass kein Anspruch auf Leistungen nach BAföG besteht, kann während des Schulbesuchs Arbeitslosengeld II beziehen.